# フライト・インターナショナル
『フライト・インターナショナル』（Flight International、単にフライトとも）は航空宇宙を専門に扱うイギリスの週刊誌。1909年の創刊号には「A Journal devoted to the Interests, Practice, and Progress of Aerial Locomotion and Transport」の副題が付けられていた。この雑誌は世界最古の航空雑誌とされる。1920年代中頃には、関連誌の『Aircraft Engineer & Airships』を合併した。
発行元はレレックス・グループの子会社リード・ビジネス・インフォメーション社である。